# Jacques Rivette
Jacques Rivette (Rouen, 1º marzo 1928 – Parigi, 29 gennaio 2016) è stato un regista e critico cinematografico francese, esponente della Nouvelle Vague.

## Biografia
Si appassionò sin da giovane di cinema e a diciassette anni già dirigeva un cineclub a Rouen. Si trasferì a Parigi nel 1949, dove frequentò assiduamente lo Studio Parnasse, il Cineclub du Quartier Latin e la Cinémathèque Française dove conobbe François Truffaut, Jean-Luc Godard, Éric Rohmer (che si chiamava ancora Maurice Schérer), André Bazin e Suzanne Schiffman.
Scrisse come critico cinematografico su La Gazette du Cinéma insieme a Rohmer e Godard. Nel 1953 iniziò a scrivere sui Cahiers du cinéma e ne divenne caporedattore nel 1963 sino al 1965. Non si accontentò di parlare di cinema e divenne aiuto montatore di Jean Mitry, poi aiuto regista di Jacques Becker. Fece il montatore in un cortometraggio in 16 mm di Rohmer e apparve come attore in Le beau Serge (1958) di Claude Chabrol.
Nel 1956 fu regista di Le coup du berger. Nel 1958 iniziò le riprese di Parigi ci appartiene che riuscirà a terminare solo nel 1961. È un film di riflessione esistenziale e di viaggio nella Parigi di quegli anni dove in un'atmosfera soffocante, tra i complotti di un'organizzazione segreta, un regista teatrale tenta di mettere in scena il suo Pericle in una Parigi labirintica che Rivette ci mostra deserta, ci fa vedere i tetti, le camere delle cameriere, piazza della Sorbona.
Rivette trasse il film Suzanne Simonin, la religiosa (1966) da un testo di Diderot che aveva precedentemente messo in scena a teatro. Ebbe successo ma fu vivamente criticato e anche censurato. Venne presentato al Festival di Cannes nel 1966. Con L'Amour fou (1969) ritornò a tematiche contemporanee e a riflessioni esistenziali, quasi un cinema verità sulla vita di una coppia. Con una durata di 4 ore e mezzo che ne impedirà la normale distribuzione, Rivette diventò sempre più uno di quegli autori lodati dai critici e visti da poco pubblico.
Nel 1971 realizzò Out 1 che durò 12 ore, proiettato integralmente una sola volta, ma poi ridotto a 4 ore nella versione Out: 1 - Spectre. Sui temi del teatro e dei rapporti con la vita, vi si intrecciano le azioni dei componenti di una troupe teatrale (idea da L'Histoire de Treize di Balzac).
Nel 1974 girò il film Céline e Julie vanno in barca, ispirato a Le avventure di Alice nel Paese delle Meraviglie. Duelle e Noroît, del 1976, sono due film sul rapporto tra il sogno e la fiaba e una riflessione sul linguaggio cinematografico e sulla possibilità comunicativa del cinema che continuò con il film Merry-Go-Round (1981).
Ambientò nella Parigi dei suoi primi film Le Pont du Nord (1981) e Paris s'en va (1981). In L'amore in pezzi (1984) con Jane Birkin e Geraldine Chaplin, ambientato in una villa  in stile liberty, le due attrici furono protagoniste di un'ipotetica recita e di un dibattito sull'amore.
Nel 2009 diressee Jane Birkin e Sergio Castellitto in Questione di punti di vista, presentato in concorso alla 66ª Mostra internazionale d'arte cinematografica di Venezia.
Morì nel 2016 per complicazioni della malattia di Alzheimer.

## Filmografia parziale

### Regista e sceneggiatore

#### Lungometraggi
- Parigi ci appartiene (Paris nous appartient) (1961)
- Suzanne Simonin, la religiosa (La Religieuse) (1966)
- L'Amour fou (1969)
- Out 1 (1971)
- Céline e Julie vanno in barca (Céline et Julie vont en bateau) (1974)
- Duelle (1976)
- Noroît (1976)
- Merry-Go-Round (1978)
- Le Pont du Nord (1981)
- L'amore in pezzi (L'Amour par terre) (1984)
- Hurlevent (1986)
- Una recita a quattro (La Bande des quatre) (1988)
- La bella scontrosa (La Belle Noiseuse) (1991)
- Giovanna d'Arco - Parte I: Le battaglie (Jeanne la Pucelle - Les Batailles) (1994)
- Giovanna d'Arco - Parte II: Le prigioni (Jeanne la Pucelle - Les Prisons) (1994)
- Alto basso fragile (Haut bas fragile) (1995)
- Secret défense (1997)
- Chi lo sa? (Va savoir) (2001)
- Storia di Marie e Julien (Histoire de Marie et Julien) (2003)
- La duchessa di Langeais (Ne Touchez Pas la Hache) (2006)
- Questione di punti di vista (36 vues du Pic Saint-Loup) (2009)

#### Cortometraggi
- Aux quatre coins (1950)
- Le Quadrille (1950)
- Le Divertissemen (1952)
- Le coup du berger (1956)
- Out 1: Spectre, versione corta di Out 1 (1972)
- Paris s'en va (1982)
- Divertimento, versione corta di La Belle Noiseuse (1993)
- Une aventure de Ninon, episodio del film Lumière et compagnie (1995)

## Riconoscimenti (parziale)
Locarno Film Festival
- 1991 - Pardo d'onore